# Old Woughton
Old Woughton är en civil parish i kommunen Milton Keynes i Buckinghamshire i England. Parish har 871 invånare (2017).